# Mario Farina
Pour les articles homonymes, voir Farina.
Mario Farina est un footballeur italien né le 22 janvier 1937. Il évoluait au poste de gardien de but. 
Arrivé d'Olbia en Italie, il a été un des premiers joueurs étrangers de l'ACA. Champion de Corse avec l'ACA, alors amateur, et vainqueur de la coupe de Corse, Mario Farina a évolué en professionnel en deuxième division. Il a ensuite évolué au GFCA où il a été sacré champion de France amateur. Il est ensuite retourné à l'ACA où il a joué jusqu'à l'âge de 40 ans, avant d'être sacré champion de Corse de division d'honneur avec l'OA et de jouer en quatrième division jusqu'à l'âge de 44 ans.
Son fils, Étienne Farina a évolué en deuxième division au GFCA, avant de jouer pendant dix ans à l'OA en quatrième division. Son petit-fils, Alexandre Farina, évolue à l'USCC Corté en CFA 2.

## Source
- Marc Barreaud, Dictionnaire des footballeurs étrangers du championnat professionnel français (1932-1997), l'Harmattan, 1997, page 170.